# María de Bazán
María de Bazán (ca. 1450 - ) was een Spaanse edelvrouw en gravin van Lemos van 1468 tot 1486.

## Afkomst
María de Bazán was een dochter van Pedro de Bazán en diens echtgenote Mencía Quiñones. 

## Huwelijken
Ze trouwde met Juan de Zúñiga, eerste burggraaf van Monterrey, die overleed op 6 januari 1474. 
Waarschijnlijk liet Juan de Zúñiga zich scheiden, want op 8 februari 1468 trouwde María voor de tweede keer met Pedro Álvarez Osorio, graaf van Lemos en een van de machtigste mannen in Galicië. Pedro en María kregen vier dochters. De oudste, Juana, trouwde met Luis Pimentel, een telg uit een ander belangrijk adellijk geslacht. 
Pedro wilde voorkomen dat na zijn dood het graafschap in handen van de Pimentels zou vallen. Daarom benoemde hij zijn kleinzoon Rodrigo tot erfgenaam.

## Oorlog om erfenis

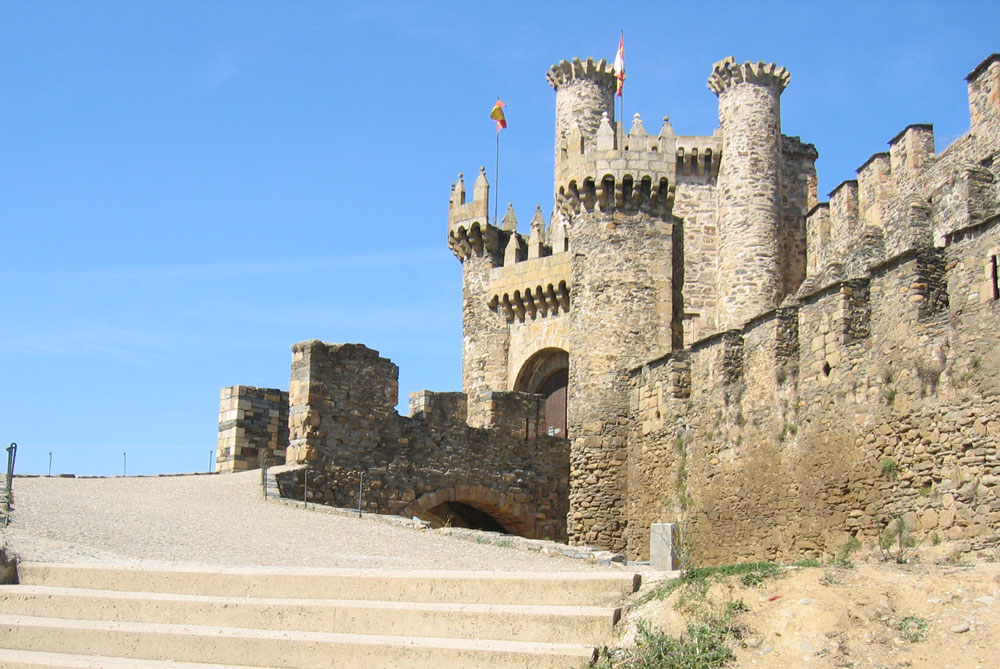
Het kasteel van Ponferrada, onderwerp van het geschil tussen María de Bazán en Rodrigo de Castro Osorio

Na de dood van Pedro in 1483 ontstond er ruzie om de erfenis. De strijd ging tussen enerzijds María de Bazán, haar dochter Juana, haar echtgenoot Luis Pimentel, en anderzijds de kleinzoon Rodrigo. Er ontstond een kleine oorlog om het graafschap van Lemos. Rodrigo werd door de koninklijke troepen geholpen om enkele vestigingen terug te veroveren, waaronder het kasteel van Ponferrada.
Om een gewapend conflict te voorkomen lieten katholieke koningen hun mayordomo mayor Enrique Enríquez beslag leggen op de erfenis. De kwestie werd voorgelegd aan de Consejo Real van Castilië, de Koninklijke Raad. Er werden twee bemiddelaars benoemd, admiraal Alonso Enríquez en de oom van Rodrigo,  Pedro, markies van Astorga. Op 16 juni werd de beslissing bekendgemaakt. María de Bazán zou een groot deel van de heerlijkheid van Villafranca del Bierzo ontvangen en een grote som geld. Rodrigo werd graaf van Lemos. Ponferrada kwam voorlopig onder bevel van Jorge de Avendaño. 
Rodrigo was echter ongeduldig en viel in 1485 met zijn troepen het kasteel van Ponferrada aan. De admiraal van Castilië Alfonso Enríquez werd ingelicht en stuurde op zijn beurt een bericht naar de katholieke koningen die in de buurt van Granada verkeerden. Isabel ontstak in woede en wilde hulptroepen  sturen. 
De koningen zagen zich echter voor een dilemma gesteld. Wilden ze Rodrigo tot de orde roepen dan moesten ze de strijd tegen de Moren staken, want er waren niet genoeg troepen om op twee fronten oorlog te voeren. Ze besloten daarom te bemiddelen.
Op 5 april 1486 verkocht Juana Osorio haar rechten op het graafschap aan de koningen. Ferdinand II van Aragón verzamelde alsnog een troepenmacht en trok op naar Ponferrada. Rodrigo zag zich in het nauw gebracht en verklaarde dat hij zich alleen had gericht tegen de graaf van Benavente en niet tegen de koning. De koning accepteerde dit excuus, Rodrigo mocht zijn bezittingen houden en werd niet gevangengenomen. Hij moest zich echter wel buiten zijn heerlijkheid vestigen. 
De koningen creëerden het markizaat van Villafranca op 10 december 1486 en schonken dit aan Luís Pimentel en Juana Osorio, die de opdracht meekreeg haar zuster María schadeloos te stellen (de rest van haar zussen was inmiddels overleden). Bovendien ontving de familie een schadeloosstelling van 12 miljoen maravedís. 2 miljoen daarvan was voor María de Bazán, de rest voor haar dochters en kleindochters. De familie kreeg daarnaast nog enkele burchten en kastelen, waaronder die van Valcazarón, Aguiar, en Coto de Balboa.

## Nageslacht
- Juana Osorio Bazán, markiezin van Villafranca
- Constanza Osorio Bazán
- María Osorio (-1526)
- Constanza Osorio